# Sneakin' Suspicion
Sneakin' Suspicion è un album del gruppo musicale britannico Dr. Feelgood, pubblicato dall'etichetta discografica United Artists nel maggio 1977.
L'album è prodotto da Bert de Coteaux, mentre Wilko Johnson, chitarrista del gruppo, è autore unico di 5 dei 10 brani.
L'uscita del disco viene anticipata da quella del singolo omonimo, messo in commercio nel mese di marzo.

## Tracce

### Lato A
1. Sneakin' Suspicion
2. Paradise
3. Nothin' Shakin' (But the Leaves on the Trees)
4. Time and the Devil
5. Lights Out

### Lato B
1. Lucky Seven
2. All My Love
3. You'll Be Mine
4. Walking on the Edge
5. Hey Mama, Keep Your Big Mouth Shut